# Онищенко Валентин Анатолійович
Валенти́н Анато́лійович Они́щенко — сержант Збройних сил України, учасник російсько-української війни.

## Життєпис
Проживає у Черкаській області.
Станом на травень 2017 року перебував на передовій в складі батальйону «Айдар» у Бахмутському районі, командир відділення.
Перебуває в лавах ЗСУ й станом на грудень 2019 року.

## Нагороди та вшанування
- Указом Президента України № 897/2019 від 11 грудня 2019 року за «особисті заслуги у зміцненні обороноздатності Української держави, мужність і самовіддані дії, виявлені у захисті державного суверенітету та територіальної цілісності України, зразкове виконання військового обов'язку» нагороджений орденом За мужність III ступеня[3].
- волонтерська відзнака «Холодний Яр» (травень 2017)